# Acilianus
Acilianus (wörtlich: „Adoptivkind [aus] der gens Acilia“) ist ein lateinisches Cognomen, welches u. a. von den gentes Catinia, Claudia, Minucia und Postumia verwendet wurde.

## Bekannte Namensträger
- Minucius Acilianus, römischer Senator und Freund von Plinius dem Jüngeren
- Paulus Postumius Acilianus, römischer Offizier, 2. Jahrhundert
- Publius Postumius Acilianus, römischer Offizier und Beamter, 1. und 2. Jahrhundert
- Quintus Asinius Acilianus, römischer Offizier, 1. Jahrhundert
- Quintus Claudius Acilianus, römischer Prätor 289